# Византийско-венгерская война (1127—1129)
Византийско-венгерская война 1127—1129 — вооруженный конфликт между королём Венгрии Иштваном II и византийским императором Иоанном II Комнином.

## Причины войны
Конфликт был связан с венгерской экспансией в Далмации и внутренних районах Балканского полуострова. В ходе борьбы за власть в Венгерском королевстве один из претендентов на корону, принц Альмош, был ослеплен, а в начале правления Иштвана II бежал из страны и просил убежища в Византии. Иоанн Киннам, сильно преувеличивая жестокость венгров, пишет:

У короля Пэонии, Владислава, было два сына, Аллузий и Стефан. Стефан, как старший, по смерти их отца, сам собою принял власть; а другой убежал и пришел к царю, потому что у гуннов есть обычай, что, когда государь умирает и оставляет детей, — братья живут вместе во взаимном согласии, пока тот, который правит государством не сделается отцом дитяти мужеского пола: а как скоро у него родится сын, другому позволяется жить в стране не иначе, как с выколотыми глазами. Вот по этой-то причине Аллузий и пришел к царю.— Иоанн Киннам. I. 4
Иоанн II, женатый на венгерской принцессе Ирине (Пирошке), дал Альмошу во владение город в Македонии, рассчитывая использовать его в будущем, как возможного претендента на престол. Постепенно вокруг принца собралась группа венгерских изгнанников, и это обеспокоило Иштвана, потребовавшего у императора выдворить их из страны. Получив отказ, он начал войну, выставив в качестве предлога то, что жители Браничева ограбили венгерских купцов.

## Военные действия

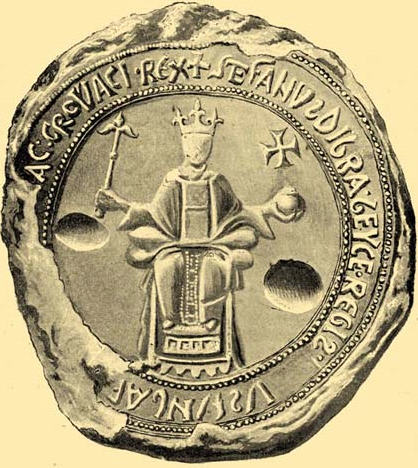
Печать Иштвана II

В 1127 венгерский король переправился через Дунай и осадил Браничево. Захватив город, он снес крепостные стены, а камни отправил на левый берег Дуная, чтобы использовать для строительства Земуна. Затем венгры прошли долинами Искера и Марицы, взяли Ниш, разграбили Софию и дошли до Филиппополя.
Император собрал армию, включавшую итальянских («из лигурийских всадников, которых у нас называют ломбардцами») и турецких наемников, прогнал венгров от Филиппополя, после чего развернул военные действия на Дунае и Саве при поддержке флота, подошедшего с Черного моря. Переправившись через Саву, Иоанн начал наступление в Среме. Венгерский король не мог командовать войсками из-за болезни. Сражение между его войсками и византийской армией состоялось, по словам Киннама, у города Харам (Храм, Храмон; ныне Бачка-Паланка), а согласно Хониату, у Франгохория (Фрушка-Гора). Обманув венгров ложным маневром, император окружил противника и вынудил принять бой на речной переправе. Венгерская хроника добавляет, что византийские корабли применили греческий огонь. Венгры были наголову разгромлены, понесли очень большие потери, два предводителя были взяты в плен.
Харам был занят византийцами, а в Браничеве Иоанн оставил отряд под командованием Куртикия. По словам Хониата, Иоанн оккупировал Срем и заставил сдаться Земун, но Киннам указывает, что эта крепость была взята только Мануилом I.
Иштван не смирился с поражением и собрал новую армию, призвав на помощь чешские отряды. Герцог Собеслав I послал ему войско под командованием своего племянника, моравского князя Вацлава. Венгры перешли в контрнаступление и снова взяли Браничево, частью перебив, частью взяв в плен византийский гарнизон. Спасшийся бегством Куртикий был обвинен в измене и приговорен к палочным ударам, хотя он покинул крепость лишь после того, как венгры взяли её штурмом.

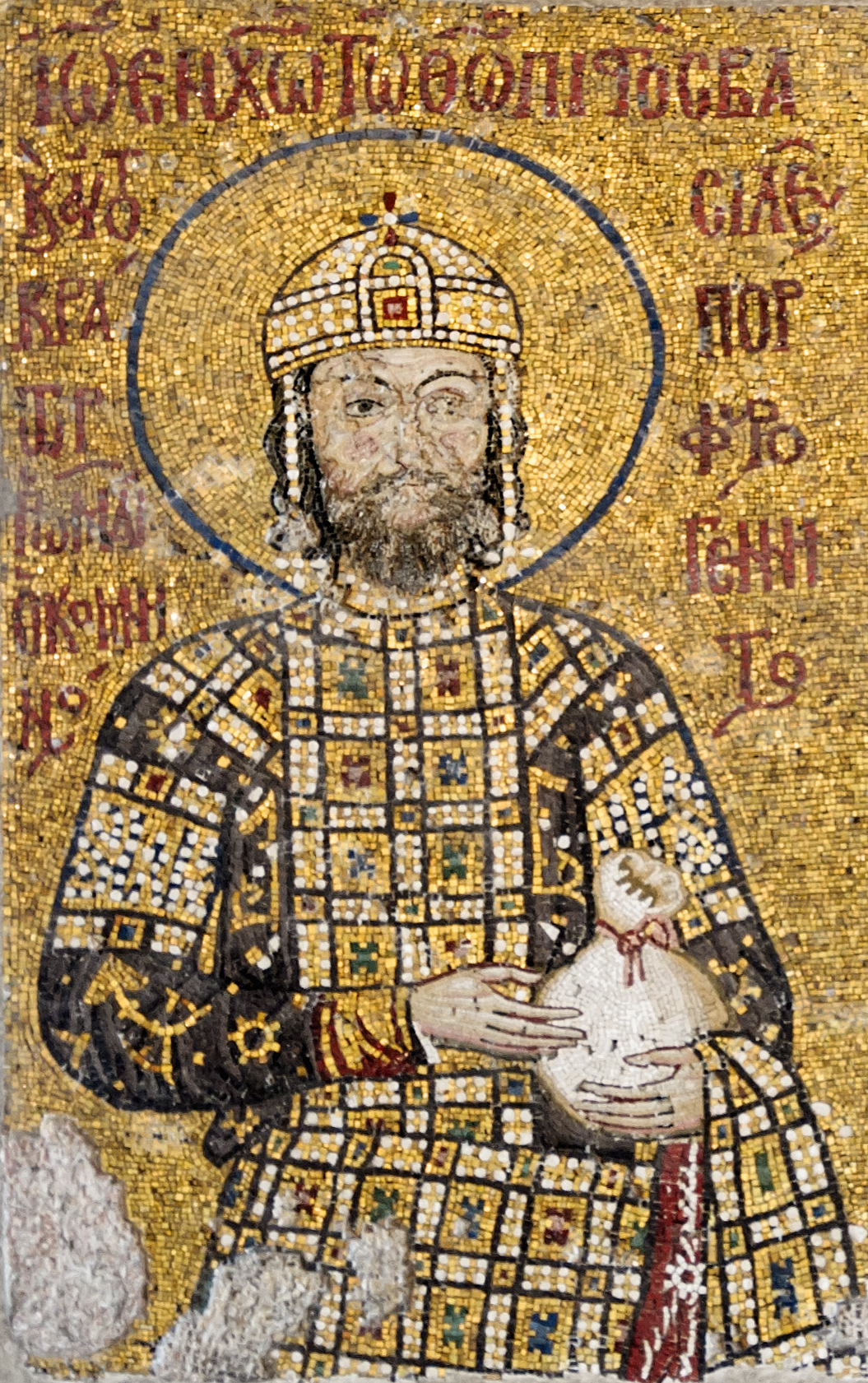
Иоанн II Комнин

Иоанн предпринял новую экспедицию на север и начал восстановление разрушенного Браничева. Наступила зима, войско страдало от недостатка продовольствия, и венгерский король решил воспользоваться этим для внезапного нападения. Некая венгерская аристократка, родом латинянка, предупредила императора, и тот начал поспешное отступление. Византийцам удалось оторваться от преследователей и уйти через горные перевалы. Венгры смогли захватить только брошенные из-за недостатка вьючных животных, части императорского шатра.
Сведения об этом походе содержатся только у Киннама, и проверить их достоверность невозможно. Исследователи указывают на то, что этот автор был секретарем Мануила I и писал его официальную историю, стараясь противопоставить неудачи отца успехам сына.
Хониат сообщает, что после нескольких новых сражений был подписан прочный и выгодный для империи мир; венгерская хроника добавляет, что он был заключен на острове, недалеко от Харама. Условия этого договора неизвестны, вероятно, он восстанавливал довоенное положение.

## Итоги
Альмош умер в начале войны. Бесполезные и неудачные кампании против русских княжеств и Византии вызвали сильное недовольство знати, которая пыталась свергнуть Иштвана. В 1131 он умер, не оставив наследников, и королём стал сын Альмоша Бела II, при котором между Венгрией и Византией сохранялся мир. Иоанн II не считал балканскую границу приоритетным направлением и отказал в поддержке претенденту на венгерский престол Борису Коломановичу.
Войны возобновились в правление Мануила I, развернувшего экспансию на западном направлении и вмешавшегося в династическую борьбу в Венгрии.